# Ancienne grande synagogue de Bila Tserkva
La grande synagogue de Bila Tserkva  est un bâtiment classé de la ville de Bila Tserkva en Ukraine actuellement utilisé comme collège.

## Historique
La synagogue fut construite entre 1854 et 1860, elle fut rénovée en 1905, puis fermée lors de la Grande guerre pour être convertie en un collège après la seconde guerre mondiale.

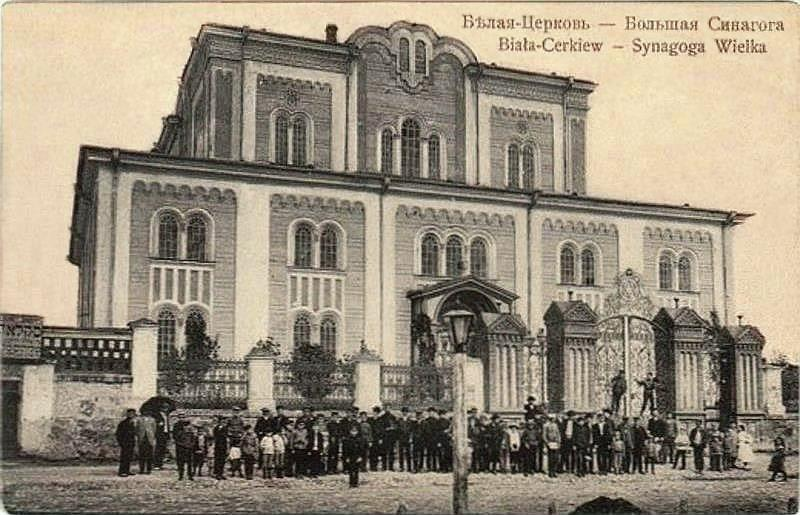
Image prise entre 1895 et 1910.